# Yakumo Tsukamoto
Yakumo Tsukamoto (塚本 八雲 Tsukamoto Yakumo?) es una personaje del manga/anime School Rumble. Hermana menor de Tenma Tsukamoto y alumna de la clase 1-D.
De acuerdo con la última encuesta realizada por los publicistas del manga, Yakumo es el personaje más popular de la serie.[cita requerida]

## Personalidad y cualidades
Yakumo es una chica muy seria, sensible y de buenos modales, así como guapa e inteligente. Es muy popular en la escuela, aunque ella no se interesa mucho en los chicos y las relaciones sociales, incluso no sabe lo que es un noviazgo ya que nunca ha tenido uno, a pesar de ser muy admirada no tiene muchos amigos debido a su carácter reservado y a que por su belleza intimida a los demás, excepto a los pretendientes, a quienes rehúye constantemente.
Frecuentemente se encuentra sola y es común verla dormida en las bancas del parque o en los salones de clase. Sus intereses son los quehaceres domésticos (es una excelente cocinera, costurera y realiza todas las tareas del hogar), los animales y principalmente el cuidado de su hermana mayor Tenma.
Cuando era pequeña odiaba a su hermana mayor, ya que era muy inepta y no la dejaba sola en ningún momento, por lo que ususalmente arruinaba lo que Yakumo estuviera haciendo. Ello fue hasta el día en que Tenma destruyó el libro que le regalara su padre a Yakumo y que, al ya no estar él, era su tesoro más preciado, por ello discutió fuertemente con su hermana, pero al recordar los consejos de su padre y ver lo que Tenma era capaz de hacer por ella, se dio cuenta de que en realidad era alguien importante y desde entonces se han cuidado y Yakumo acostumbra buscar lo mejor para Tenma, a pesar de que ello signifique que ella pierda algo.
Debido a sus múltiples talentos es frecuentemente invitada a formar parte de los diversos clubes de la escuela tanto de chicas como de chicos, ya sea para elevar el status del club como para poder acercarse a ella, sin embargo debido a la constante e infatigable presecución de su pretendiente número uno Haruki Hanai quien la sigue decidido a entrar a cualquier club que ella ingrese, Yakumo no se decide por ninguno, hasta que finalmente la presidenta del Club de Té Akira Takano establece una prohibición de entrada para Hanai y Yakumo decide formar parte de este club.

## Habilidades
Tiene la curiosa habilidad de leer (literalmente) el corazón de las personas que gustan de ella, lo que le causa muchos inconvenientes, ya que por su bella apariencia todos los hombres que la ven se sienten atraídos, es así que en lugares públicos escucha lo que todos piensan, y cuando alguien la aborda se da cuenta de todas sus intenciones hacia ella para seducirla, por ello se aísla de cualquier compañía masculina. También puede leer el corazón de los animales (siempre y cuando estos la aprecien) aunque no puede interpretarlos pues sigue escuchando los sonidos propios de los animales, (como los maullidos de su Gata Iori). 
Según se da a entender en el manga, es posible que exista más gente enamorada de ella de la que sabe, ya que una limitación de su poder parece ser el hecho que solo puede oír a quienes son conscientes de sus sentimientos por ella o los han aceptado; un ejemplo de esto es que solo comenzó a oír los pensamientos de Shuuji, el día que lo alojó en su casa, cuando este comprendió que lo que sentía por ella era amor.
Asimismo puede ver y escuchar al espíritu de una niña que habita en la escuela, quien parece tener especial curiosidad en saber lo que siente Yakumo hacia los hombres pues esta fantasma está condenada a ser siempre una niña y no sabe lo que es una relación. Al parecer Yakumo es la única con quien puede comunicarse lo cual resulta paradójico pues Yakumo es probablemente la chica menos experimentada sobre el tema.
Es prácticamente superdotada en todo aspecto, ya que aparte de su gran belleza, destaca en el colegio por su facilidad para el deporte y la educación física (en que destaca por sus excelentes reflejos), tanto como por los estudios. Su único defecto, es su ineptitud a la hora de esquiar, donde a diferencia de su hermana mayor, no logra siquiera sostenerse en pie.

## Relaciones
La persona más importante para Yakumo es su hermana mayor Tenma, la quiere mucho y además la admira, pues a pesar de que Yakumo puede leer claramente la mente de Tenma ésta se las arregla para engañarla, anulando así su habilidad.
Siente alguna atracción hacia Harima, quien la llama Imoutto-san ("Hermana Menor"), ya que comparte su gusto por los animales con quienes él es capaz de comunicarse con ellos, interpretarlos y comprenderlos, lo cual Yakumo no puede hacer, además, dado que Harima sólo tiene ojos para Tenma, Yakumo no es capaz de saber lo que él piensa y es el primer hombre que conoce a quien no le llama la atención, cosa que irónicamente lo hace interesante a sus ojos, Harima la aprecia mucho y solicita constantemente su ayuda, convirtiéndola en cómplice secreta de su pasión por el manga. Esto ha significado que los rumores sobre una relación entre ambos se intensifiquen ya que en muchas ocasiones, según muestra el manga, se les veía durante días llegar y retirarse juntos del colegio en la motocicleta de Harima.
Aun así, Harima jamás ha demostrado interés más allá de la amistad por Yakumo, durante la segunda temporada, mientras lo ayudaba a dibujar un Manga para Karasuma, una serie de extravagancias de Harima, la hacen darse cuenta de que lo ama.
Es la única persona que conoce la casa de Harima, aunque cree que Itoko está allí empleada como sirvienta, ya que Harima se la presentó como su prima y en japonés se usa Itoko para prima(Itoko=nombre; Itoko=prima). 
Sólo una vez logró leer la mente de Harima, cuando este se dio cuenta de que la protagonista de su manga (una visión idealizada de Tenma) era muy similar a ella, por lo que por un instante vio a su versión anime de Tenma en el rostro de Yakumo y ella pudo ver "Santo cielo, que bella es..." escrito en letras hechas de luz tras la espalda de Harima (Esto sucede en uno de los ovas).
Su mejor amiga es su compañera Sara Adiemus, aunque a ambas se les considera parte del grupo de amigas de Tenma, excepto por Eri con quien tiene roces por Harima hasta que lo aclararon durante la obra en que Harima y Yakumo se vieron involucrados por un error muy extraño.
Al final de la segunda temporada, ya ha aceptado que está enamorada de Harima, pero como le comenta al fantasma, se ha enamorado de él porque es el mejor hombre que conoce y se esforzará para que Tenma lo ame, pero no porque desee la felicidad de Harima, sino porque según dice, solamente Tenma merece lo mejor.
En School Rumble Z (manga) la historia amorosa llega a su fin. Se muestra en un futuro lejano que Yakumo renuncia a su amor por Harima ya que dice que hay alguien igual de testarudo que él que tiene más posibilidades de formar pareja con Harima, haciendo referencia a Eri. 
En el último capítulo se muestra que la pareja definitiva de Harima va a ser Eri, aunque en un futuro lejano. Y ella impotente por el amor que siente hacia Harima y comparándose con Eri se echa a llorar, siendo consolada de cierta manera por su hermana.
Cuando Tenma abandona la casa Tsukamoto para ir a vivir a Norteamérica con Karasuma, Sarah va a la casa a vivir junto a Yakumo, con el tiempo se muestra que ambas llevan una vida alegre y que usualmente reciben cartas de Tenma donde relata los avances de Karasuma.
- Datos: Q8194348